# Bikinia
Bikinia là một chi thực vật có hoa trong họ Đậu.